# Skoflek István

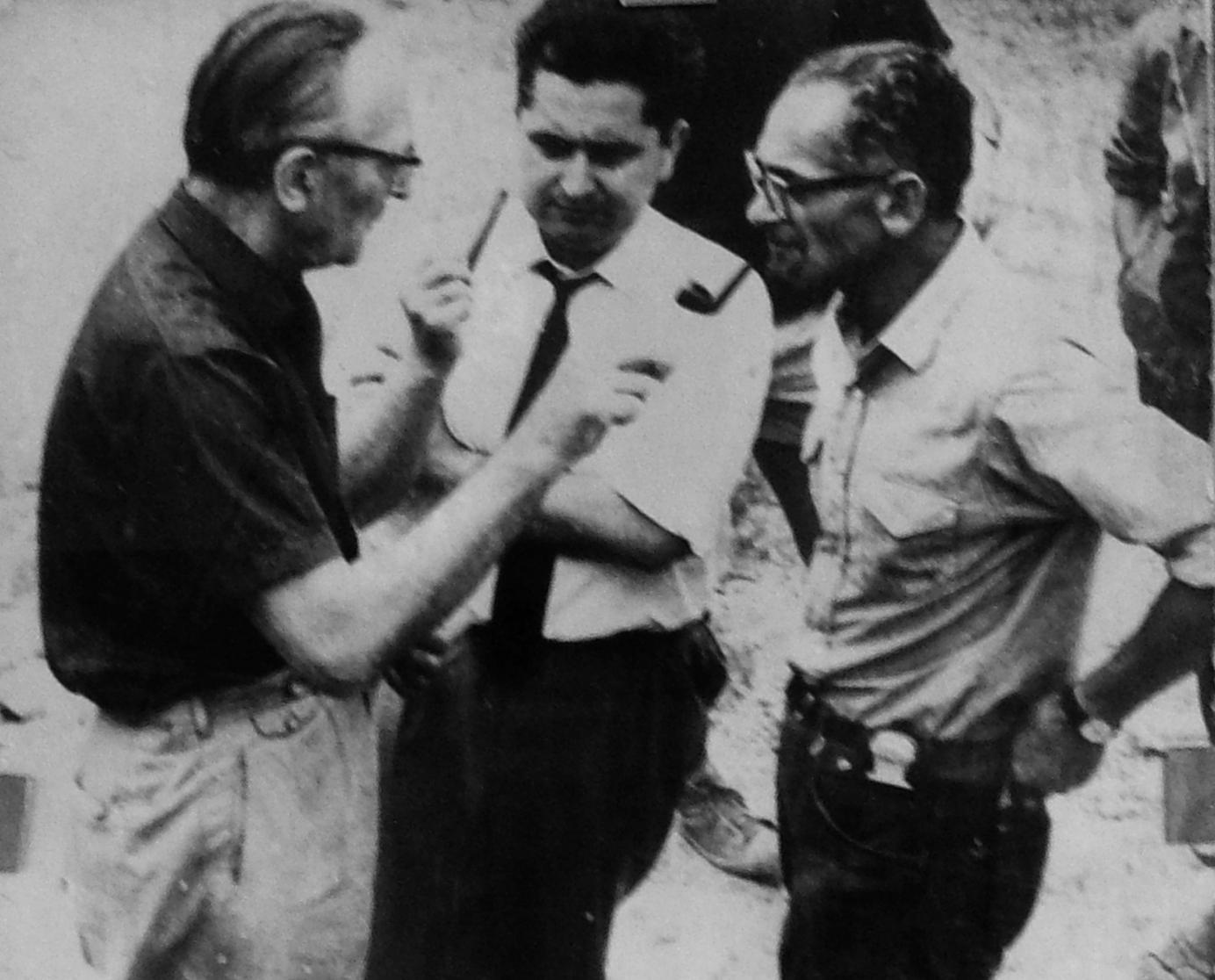
A képen középen Skoflek István, jobbra Vértes László látható

Skoflek István (Felsőgalla, 1934. január 6. – Tata, 1981. augusztus 8.) állami díjas paleontológus, a tatai Eötvös József Gimnázium tanára, a paleontológiai munkaközösség alapítója.

## Életrajza
Skoflek István 1934-ben született Felsőgallán. Az általános iskolát és a gimnáziumot is itt végezte az Árpád gimnáziumban, majd az ELTE biológia-kémia szakán szerzett tanári diplomát. 1957-től 1980-ig a tatai Eötvös József Gimnázium tanára volt. Ez idő alatt – 1974-től – a tatai Kuny Domokos Múzeumban dolgozik részfoglalkozásban, majd 1980-tól mint főállású dolgozó 1981-ben bekövetkezett haláláig.
Természet iránt érzett szeretete és, elkötelezettsége már a gimnáziumban megmutatkozott. A visszaemlékezések szerint már középiskolás éveiben mintegy ezer faj szerepelt növénygyűjteményében, lepkegyűjteménye pedig hatszáz faj tízezer egyedét tartalmazta.
1957-ben ismerkedett meg Vértes Lászlóval és végigdolgozta vele a vértesszőlősi ősember lelőhelyének feltárását, ahol ő talált rá Sámuelre is. Hatalmas mennyiségű anyagot gyűjtött össze a tatai múzeum számára. Gyűjtőmunkája eredményeként az akkori Komárom megye lett az ország legjobban feltárt területe archeobotanikai és pleisztocén leletek területén, Skoflek István e tudományág elismert szakértője volt.
Vértes László egyik később könyvében így emlékezett vissza Skoflek Istvánra:
...Különös: Skoflek évekkel azelőtt elkezdett dolgozni a vértesszőlősi bányában, mintsem az első régészeti leletek előkerültek onnan. Ő mutatta meg nekem a bányát… majd ő volt az, aki ásatások megindulásától kezdve rétegek szerint összegyűjtötte a leleteket, s már eddig is Európa leggazdagabb jégkori növényegyüttesét határozta meg. Skoflek az első pillanattól kezdve együtt dolgozott velem…nincs senki, aki jobban át tudná tekinteni a nagy területű bánya rétegtani helyzetét nála. Moldvay Loránd geológussal együtt ők a legfontosabb munkatársaim…
A paleobotanikai munkája mellett 1969-től régészeti növényleleteinek, főként magok, termések feldolgozásán unkálkodott. Komárom megyében elsőként ismertette meg a régészeket az archeobotanikai tudományág hasznosságával, fontosságával. Gyűjteményalapító volt, ő teremtette meg Tatán és az egész megyében a tudományos gyűjtemények alapját.
Diákjait a természet szeretetére tanította, általa diákok sokaságával szerette meg a természetrajzot. Ő alapította a Herman Ottó Kört, amelynek még  fővárosi fiatalok is a tagjai voltak. A statisztika szerint 1980-ban a körnek csaknem ezer tagja volt. E sajátos szervezetben mindenki megkötöttség nélkül foglalkozhatott a természet kutatásának, védelmének bármely ágával. Abban az időben a Herman Ottó Kör gondozásában hat kötet jelent meg 350 dolgozattal.  
Munkásságát 1975-ben Állami-díjjal ismerték el. Oktató eredményei alapján hívták fővárosi, debreceni egyetemre is, de ő mindvégig hű maradt választott városához, Tatához 1981-ben bekövetkezett haláláig. Eredményeit a tudományos világ számon tartotta Japántól az Amerikai Egyesült Államokig.

## Munkássága
1957-ben ismerkedik meg Vértes Lászlóval, majd végigdolgozta vele a vértesszőlősi ősember lelőhelyének feltárását, hatalmas mennyiségű anyagot gyűjtve össze a tatai múzeum számára, e sajátos tudományág elismert szakértője volt.
A paleobotanikai munka mellett 1969-től munkálkodott régészeti növényleleteinek, főként magok, termések feldolgozásán. Komárom megyében elsőként ismertette meg a régészeket az archeobotanikai tudományág hasznosságával, fontosságával. Saját vizsgálatain keresztül mutatta be, milyen értékes információkhoz juthatnak a történelmi korok társadalmát kutatva. A feldolgozó munka mellett is szenvedélyes gyűjtő maradt. Gyűjteményalapító volt, és ő teremtette meg Tatán és az egész megyében a tudományos gyűjtemények alapját.
A természet szeretetére tanított, diákok sokasága köszönheti neki, hogy megszerette a természetrajzot. Ő alapította a Herman Ottó Kört, amelynek még  fővárosi fiatalok is a tagjai voltak: 1980-ban a körnek  ezer körüli tagja volt. E sajátos szervezetben mindenki megkötöttség nélkül foglalkozhatott a természet kutatásának, védelmének bármely ágával. Abban az időben a Herman Ottó Kör gondozásában hat kötet jelent meg 350 dolgozattal.
Lásd még: Vértesszőlős Őstelep